# Federazione cestistica del Gambia
La Federazione cestistica del Gambia è l'ente che controlla e organizza la pallacanestro in Gambia.
La federazione controlla inoltre la nazionale di pallacanestro del Gambia. Ha sede a Banjul e l'attuale presidente è Essa M. Gaye.
È affiliata alla FIBA dal 1972 e organizza il campionato di pallacanestro del Gambia.